# Firestone Tire and Rubber Company
Firestone Tire and Rubber Company er en amerikansk virksomhed med hovedsæde i Akron, Ohio. Virksomhedens hovedprodukt er dæk til primært biler. Virksomheden blev grundlagt i 1900 af Harvey Samuel Firestone.
I 1988 overtog japanske Bridgestone virksomheden, efter at Firestone i flere år havde været i økonomiske problemer.